# 斎藤茂吉記念館
公益財団法人齋藤茂吉記念館（こうえきざいだんほうじん さいとうもきちきねんかん）は、山形県上山市にあり、歌人で医師であった齋藤茂吉を記念する山形県の登録博物館である。運営は公益財団法人齋藤茂吉記念館。

## 概要
歌人・精神科医である斎藤茂吉の記念館であり、開館時は、発起人の一人で記念館建設実行委員会委員長を引き受けた大久保傳藏元山形市長の個人コレクションを中心に、茂吉の遺族らから寄贈品も受け展示を行った。その後、逐次、収蔵資料の充実を図り、茂吉が残した業績に関連する資料や、茂吉の生活を伝える書画などを展示している。当初は市営による運営であったが、設立の際の構想に基づき、1983年8月1日、財団法人に運営を移管した。
1968年に開館した建物は、今泉篤男の推薦で谷口吉郎が設計を担当。表札は安田靫彦が揮毫した。また、1989年8月2日には茂吉の甥である守谷誠二郎から遺産数十億円の寄贈を受け、谷口の子息である谷口吉生が設計を手掛けた改修・増築工事が竣工。増築となった記念館は地下棟を新設し展示室を拡大した他、展示物も大幅に拡充された。
2003年には茂吉没後50周年記念として、新たな展示設備と、検索装置を設置。さらに2018年4月27日には、開館50周年を記念した改装工事が完了し、リニューアルオープンした。リニューアルによって、新たに茂吉が帰郷時に作った作品を展示するコーナーを新設した他、エレベーターの新設や多目的トイレも設置。バリアフリー化も進めた。
記念館は、茂吉の生家である上山市金瓶（かなかめ）の南にあり、明治天皇が東北巡幸の際に小休止したことに因む「みゆき公園」に位置する。この地には茂吉も時折足を運び、作歌に勤しんだという。また公園内には、茂吉が箱根山荘勉強部屋と呼んだ箱根の別荘の離れが移築されているほか、茂吉、伊藤左千夫、島木赤彦の歌碑も建つ。加えて、明治天皇が小休所した環翠亭も復元されている。

## 沿革
- 1965年
  - 2月 - 茂吉十三回忌の席上で、記念館建設の構想が発表。
  - 8月 - 建設実行委員会発足。資金調達や展示資料収集のための活動が開始。
- 1966年8月 - 起工式。
- 1967年11月3日 - 竣工式。
- 1968年9月1日 - 上山市立斎藤茂吉記念館として開館。
- 1972年8月1日 - 当時の皇太子・同妃が昭和47年度全国高校総体開会式に出席の折、当館を視察。
- 1983年8月1日 - 設立当初の構想に基づき財団法人に移管し、斎藤茂吉記念館に。
- 1985年 - 博物館法に基づく登録が行われる。
- 1989年8月2日 - 谷口吉郎の息子である谷口吉生が設計を担当し、2年がかりで改修・増築工事が竣工。再オープン。床面積、展示規模・内容が大幅に拡充。
- 1991年（平成3年）2月27日 - 当時の皇太子殿下がべにばな国体冬季大会スキー競技会の開会式に出席の折、当館を視察
- 2003年 - 茂吉没後50周年記念として、新たな展示設備と、検索装置を設置。
- 2018年4月27日 - 開館50周年を記念した改装工事が完了。リニューアルオープン。

## 利用時間・入館料
- 利用時間
  - 午前9時 - 午後5時（入館受付16時45分まで）
- 休館日
  - 毎週水曜日（祝日・休日の場合は翌日）
  - 7月第2週の7日間（7月2日～7月8日）
  - 年末年始（12月28日～1月3日）
- 入館料
  - 個人：大人600円、学生（高校生・大学生）300円、小人（小学生・中学生）100円
  - 団体：大人500円、学生（高校生・大学生）250円、小人（小学生・中学生）50円　※団体は10名以上

## アクセス
- JR奥羽本線・かみのやま温泉駅から
  - バス
    - 山形方面行（山交バス）バス10分→茂吉記念館前バス停下車→徒歩5分

  - タクシー
    - 約10分
- JR奥羽本線・茂吉記念館前駅から
  - 徒歩3分